# Stade Lavallois Mayenne Football Club
Stade Lavallois Mayenne Football Club es un club de fútbol francés, de la ciudad de Laval en Países del Loira. Fue fundado en 1902 y juega en la Ligue 2, la segunda categoría del fútbol de Francia.

## Historia
El Stade Lavallois Mayenne Football Club' fue fundado el 17 de julio de 1902 por Joseph Germain. El primer presidente del club fue Émile Sinoir. Aunque empezó siendo un club polideportivo, el fútbol siempre fue la disciplina más practicada.
En la temporada 76-77 el equipo debuta en la Ligue 1. El Stade Lavallois llegó incluso a jugar la Copa de la UEFA en la temporada 1983-84 al quedar quinto clasificado de la liga el año anterior. Es eliminado en segunda ronda por el Austria de Viena austriaco, no sin antes haber eliminado al equipo ucraniano (soviético por aquel entonces) del Dinamo de Kiev.

## Uniforme
- Uniforme titular: Camiseta naranja y negra, pantalón negro y medias negras.
- Uniforme alternativo: Camiseta blanca, pantalón naranja y medias blancas.

## Estadio
Stade Francis Le Basser, inaugurado en 1902 con el nombre de le Champ de croix. Más tarde, en 1930 el estadio pasa a llamarse Stade Jean Yvinec, en memoria de un jugador fallecido del equipo. Más tarde, en 1971, se realizan obras para mejorar el estadio y pasa a llamarse Stade Francis Le Basser.
El estadio cuenta con capacidad para 18.739 personas y unas dimensiones de 104x65 metros.

## Datos del club
- Temporadas en la Ligue 1: 13
- Temporadas en la Ligue 2: 23
- Mejor puesto en la liga: 5.º (Ligue 1 temporadas 81-82 y 82-83)
- Peor puesto en la liga: 19.º (Ligue 1 temporada 88-89)
- Mayor goleada conseguida: Sedan 0 - 8 Stade Lavallois (Ligue 2, 14 de diciembre de 1975)
- Mayor goleada encajada: Lille 8 - 0 Stade Lavallois (Ligue 1, 31 de mayo de 1989)
- Máximo goleador: Uwe Krause (55 goles, Ligue 1)

## Jugadores

### Jugadores destacados
| - Nordi Mukiele - Ignacio Prieto - Pierre-Emerick Aubameyang - Houboulang Mendes - Frank Leboeuf - Franck Haise - Serhou Guirassy - Romain Hamouma | - Yoane Wissa - Mehdi Lacen - Duckens Nazon - Djimi Traoré - Ludovic Delporte - Hassan Yebda - Francis Coquelin - Oumar Solet |

## Entrenadores
- Émile Rummelhardt (1947-49)
- Antoine Raab (1949–50)
- Lucien Visignol (1950-53)
- André Sorel (1954–58)
- Robert Heuillard (1958–63)
- Jean Barré (1963–68)
- Michel Le Milinaire (1968–92)
- Bernard Maligorne (1992–95)
- Denis Troch (1995–97)
- Hervé Gauthier (1997–2001)
- Victor Zvunka (2001–03)
- Francis Smerecki (2003–04)
- Alex Dupont (2004)
- Denis Troch (2004–07)
- Philippe Hinschberger (2007–14)
- Denis Zanko (2014–2016)
- Marco Simone (2016–2017)
- Thierry Goudet (2017)
- Jean-Marc Nobilo (2017)
- Manuel Pires (interino) (2017–2018)
- François Ciccolini (2018–2019)
- Pascal Braud (interino) (2019)[2]
- Olivier Frapolli (2019-)

## Palmarés

### Torneos nacionales
- Championnat National (1): 2022
- Copa de la Liga (2): 1982, 1984
- Copa Gambardella (1): 1984

## Rivalidades
Su máximo rival es Le Mans FC.
También mantiene un gran rivalidad con Angers SCO.